# Кесич, Петар
Петар «Бичо» Кесич (серб. Петар "Бићо" Кесић; 1918, Вучиполе — 12 апреля 1942, Граб) — югославский партизан времён Народно-освободительной войны Югославии, Народный герой Югославии.

## Биография
Родился в 1918 году в Вучиполе в крестьянской семье. До войны занимался сельским хозяйством и скотоводством, а также работал на стройплощадках. В возрасте 20 лет уехал на работу в Белград, в 1940 году вступил в Компартию Югославии. Войну встретил в Далмации, там же вступил в партизанское подполье. Боевое крещение принял 27 июля, атаковав с десятком своих товарищей колонну усташей. Осенью 1941 года вступил в Грачацкий комитет Коммунистической партии Хорватии. В середине января 1942 года стал политруком партизанского батальона имени Гаврилы Принципа.
12 апреля 1942 в деревне Граб был убит чётниками. Посмертно награждён Орденом народного героя Югославии указом от 27 ноября 1953.